# Jomanda
Jomanda, echte naam Johanna (Joke) Wilhelmina Petronella Damman (Deventer, 5 mei 1948), is een Nederlandse vrouw die beweert een genezend medium te zijn.

## Levensloop
In haar jeugd had Jomanda last van een huidziekte. Medici zouden die niet hebben kunnen genezen, wat naar verluidt wel gebeurde na bezoek aan de Nederlandse paranormaal genezer Gerard Croiset. Hij signaleerde dat de binnenkant van haar handen onaangetast was en zag dat als een voorteken dat zij met die handen later mensen zou genezen.
Hierna pakte ze haar carrière als balletdanseres weer op, gaf ze balletles en combineerde ze dit met een praktijk als paranormaal genezer. 

### Carrière als medium
Later wijdde ze zich volledig aan het mediumschap. Naar eigen zeggen heeft ze bijzondere gaven: ze is helderziend, -voelend en -wetend, waarbij ze beweert hulp te krijgen van haar overleden vader en andere krachten in de geestelijke wereld. Regelmatig verwijst zij naar de boeken van de paranormaal schrijver Jozef Rulof.
Jomanda verwierf in 1991 landelijke bekendheid, nadat ze te zien was geweest in het programma Tineke en de paranormale wereld van Tineke de Nooij. Van 1992 tot 1999 hield Jomanda healings in de Evenementenhal te Tiel, waar veel mensen op af kwamen. Op deze bijeenkomsten, alsook in radio-uitzendingen, straalde ze flessen kraanwater in, dat daardoor genezende krachten zou krijgen. Gewezen journalist Jacques Onderwater was in die periode haar echtgenoot en manager.
Jomanda was vanaf 1992 te horen op Radio Noordzee. Haar luisteraars konden flessen water laten instralen door ze voor hun radiotoestel te zetten. Dit programma stopte in 2001, omdat het programma niet meer paste bij het vernieuwde Noordzee FM. Daarna ging ze samen met Marga Bult een ochtendtelevisieprogramma maken bij Yorin, dat echter na een week al werd opgeheven wegens tegenvallende kijkcijfers. Vervolgens had ze in 2002 en 2003 een zondagochtendprogramma op Radio 192.

### Canada en miniseries
In 2009 vertrok Jomanda naar Canada met haar verloofde. In 2021 werd ze daar bezocht door twee documentairemakers, die los van elkaar, voor Discovery+ en Videoland aan een documentaireserie over haar werkten. Beide producenten kregen echter geen gelegenheid voor een interview. Begin oktober 2021 verscheen op Videoland in vier delen Jomanda - Het Echte Verhaal. Eind oktober 2021 verscheen op Discovery+ de vierdelige miniserie Jomanda: Lady Of The Light, die in januari 2023 ook via HBO Max beschikbaar kwam.

## Kritiek
In 1994 publiceerde dagblad De Telegraaf een artikel over het "medium uit Tiel". Zo kwam oud-redactrice Anja Toetenel aan het woord, die werkzaam was bij het programma van Tineke (RTL-4) en Jomanda (Radio Noordzee). Toetenel wilde een gefingeerde rolstoelpatiënt een telefonisch radioconsult laten ondergaan, maar de niet-gehandicapte luisteraar werd níet door Jomanda in de uitzending behandeld. Jomanda zei te voelen dat ze de rolstoelpatiënt alleen buiten de uitzending mocht spreken. De mislukte actie werd gevolgd door een artikel in weekblad Nieuwe Revu, dat Toetenel samen met de journalist Bert Voskuil schreef over het vermeende financiële gewin van Jomanda en de mensen die zij volgens hun zeggen had gedupeerd. Ondanks dreigementen van Jomanda met rechtszaken bleef een daadwerkelijke tegenactie uit.
In 1995 trok ontwikkelingspsycholoog dr. Ewald Vervaet de ziektegeschiedenis van veertig van Jomanda's ex-patiënten na. Ze bleken óf nooit de betreffende ziekte gehad te hebben óf er nog aan te lijden óf terwijl ze naar Jomanda gingen ook naar de reguliere gezondheidszorg bleven gaan. Vervaet heeft zijn bevindingen in het boek 'Het verschijnsel Jomanda’ beschreven. Daarnaast kaart hij het waarom van de new-agebeweging en van Jomanda's succes aan. In zijn onderzoek en boek zag Vervaet het begin van het einde van Jomanda.
Op 12 augustus 2000 was Jomanda te gast in het televisieprogramma Het zwarte schaap van de VARA. Piet Borst stelde voor een dubbelblind onderzoek naar de werking van ingestraald water te laten verrichten. Jomanda zei in de uitzending hieraan te willen meewerken. Dit onderzoek heeft echter nooit plaatsgevonden. In datzelfde jaar werd ze aangesproken door Willibrord Frequin, nadat ze een recept voor het innemen van levertraan, honing en salieblaadjes op haar website had gezet dat zou helpen tegen kanker.
In mei 2001 konden kijkers tijdens een televisie-uitzending op Yorin met Jomanda naar een betaald (0900)-telefoonnummer bellen. Jomanda zou dan via het tv-toestel water dat de kijkers bij de televisie zetten, instralen. De Nieuwe Revu bracht echter aan het licht dat deze uitzending van tevoren was opgenomen. De bellers die in de uitzending kwamen belden niet van thuis uit, maar zaten elders in de studio. De nummers van bellende kijkers werden wel genoteerd. Een volgende aflevering is er nooit gekomen omwille van het bedrog en de tegenvallende kijkcijfers.
Het publiek van het tv-programma Kopspijkers van Jack Spijkerman, voormalig collega van Sylvia Millecam, kende Jomanda vanwege haar manier van handelen de 'Vergulde Nachtspiegel' toe.

## De affaire-Sylvia Millecam
Na de dood van de actrice Sylvia Millecam aan borstkanker in 2001 kwam Jomanda in opspraak vanwege de rol die ze zou hebben gespeeld bij het verloop van Millecams ziekte. Tegen de diagnose van de behandelende artsen in had Jomanda gezegd dat Millecam een bacteriële infectie had opgelopen als gevolg van het laten plaatsen van siliconen borstimplantaten, waardoor deze zich gesterkt had gevoeld in haar besluit om geen chemokuur te ondergaan. Hierdoor zou de dood van de terminale Millecam mogelijk zijn bespoedigd. In 2004 deed de Inspectie voor de Gezondheidszorg daarom in deze zaak aangifte tegen Jomanda.
Jomanda zweeg een half jaar (september 2003 - februari 2004), volgens eigen zeggen om in opdracht van Maria boete te doen voor het "doodzieke Nederland". Zij werkte in die periode samen met Emile Ratelband, met wie zij in het land optredens verzorgde.
In oktober 2004 kwam Jomanda wederom in het nieuws door in navolging van Jozef Rulof te beweren dat cremeren pijn zou doen.
Op 3 oktober 2006 besloot het Openbaar Ministerie (OM) de zaak Sylvia Millecam te seponeren en Jomanda samen met vier andere verdachten niet verder te vervolgen. Er zou onvoldoende juridisch steekhoudend bewijs zijn voor de beschuldiging dat Jomanda Millecam ervan weerhield naar de reguliere gezondheidszorg te gaan, omdat Millecam op grond van haar zelfbeschikkingsrecht daarin een eigen keuze had kunnen maken. De Vereniging tegen de Kwakzalverij diende daarop, samen met de Stichting Skepsis en oud-gezondheidszorginspecteur Westerouen van Meeteren, een 'Beklag tegen niet-vervolging' (artikel 12 Sv) in.
Op 9 april 2008 oordeelde het Amsterdamse gerechtshof naar aanleiding van dit beklag dat Jomanda alsnog strafrechtelijk vervolgd moest worden, omdat ze bij de begeleiding en behandeling van Sylvia Millecam ernstig tekortgeschoten was.
In zijn arrest stelt het hof dat het alternatieve genezers niet vrij staat hun patiënten onjuiste of onvolledige gegevens te verstrekken. Zij moeten hen daarentegen "zo nodig wijzen op de (beperkte) mogelijkheden, effectiviteit en risico's van de diagnose, gebruikte medicijnen of therapie." Is bovendien de doeltreffendheid van een therapie niet deugdelijk aangetoond, dan hebben zij de verplichting dit duidelijk aan hun patiënten of cliënten bekend te maken.
Jomanda heeft volgens het hof deze plicht omdat zij zich "voordeed als genezend medium, waar Millecam veel waarde aan hechtte." Het hof was van mening dat Jomanda, door haar ontkenning van Millecams kanker en het niet doorverwijzen van de actrice naar de reguliere gezondheidszorg, haar zorgplicht ernstig had verwaarloosd.
Het hof verwierp het sepot-argument van het Openbaar Ministerie als zou Millecam op grond van haar zelfbeschikkingsrecht steeds in staat zijn geweest tot een eigen keuze omtrent het al dan niet inschakelen van reguliere artsen, omdat vooral patiënten die te horen krijgen dat zij aan een levensbedreigende ziekte lijden extra gevoelig zijn voor de geruststelling dat zij niets mankeren. "Medische adviezen moeten altijd deugdelijk zijn," aldus het vonnis, want "in die kwetsbare situatie is geen sprake meer van vrije keuze."
Op 30 oktober 2008 ging het proces tegen Jomanda van start. Jomanda verbleef ondertussen in Canada waar ze healings verzorgde.
Op 11 mei 2009 moest Jomanda opnieuw voor de rechtbank te Amsterdam komen. Daags tevoren had ze via haar advocaat laten weten niet te zullen verschijnen, omdat ze bang was dat er iets met of in de buurt van de rechtbank zou gaan gebeuren. De rechtbankvoorzitter M. Diemer liet weten dat haar intuïtie geen zwaarwegend argument was, omdat dat niet kon worden getoetst. Een dag later bekende Ronald ter Heegde, haar voormalig assistent, in televisieprogramma Nova dat Jomanda derden inschakelde om unieke informatie over Sylvia Millecam te krijgen die ze aan Millecam presenteerde als 'doorgekregen te hebben als medium'.
Op 12 juni 2009 werd Jomanda door de rechtbank te Amsterdam vrijgesproken van medeverantwoordelijkheid aan de dood van Sylvia Millecam. De rechtbank had weliswaar veel kritiek op haar handelwijze, maar meende dat zij niet volledig verantwoordelijk gehouden kon worden voor haar lot. De twee alternatieve artsen die samen met Jomanda terecht stonden zijn volgens de rechtbank wél schuldig aan het opzettelijk benadelen van Millecams gezondheid door haar reguliere medische zorg te onthouden. De rechters achtten niet bewezen dat Jomanda in "overwegende mate" heeft bijgedragen aan de overtuiging van Millecam dat zij geen kanker had, maar een bacteriële infectie. De rechtbank had wel kritiek en poneerde dat Jomanda zich had begeven op het medische terrein waarop zij onkundig is.
In november 2010 moest Jomanda weer voor de rechter komen. Het Openbaar Ministerie was in hoger beroep gegaan tegen de vrijspraak. De advocaten van Jomanda voerden zonder succes aan dat het OM een vormfout had gemaakt bij het instellen van hoger beroep. Volgens het Hof was er hooguit sprake van misschien een ongelukkige gang van zaken, maar niet van een zodanig vormverzuim dat dat het stranden van de zaak zou rechtvaardigen. Voor de rechtszaak in hoger beroep trok het Hof in november 2010 zes dagen uit. In december 2010 sprak het Hof Jomanda vrij. Het OM stelde tegen deze vrijspraak in cassatie te gaan.
Op 12 maart 2013 besliste de Hoge Raad dat Jomanda niet schuldig is aan de dood van actrice Sylvia Millecam. Jomanda heeft de actrice geadviseerd artsen te bezoeken en daarmee heeft ze voldaan aan haar zorgplicht. Opnieuw volgde vrijspraak.
In 2000 kreeg Jomanda de vijftiende plaats in de top twintig van Nederlandse kwakzalvers van de twintigste eeuw van de Vereniging tegen de Kwakzalverij.